# Mary Landrieu
Mary Loretta Landrieu, född 23 november 1955 i Arlington i Virginia, är en amerikansk entreprenör och demokratisk politiker. Hon var ledamot av USA:s senat från delstaten Louisiana 1997–2015. 

## Biografi
Landrieu tillhör en känd politisk familj från New Orleans i Louisiana, där hon växte upp. Hennes far Moon Landrieu var stadens borgmästare (1970–1978) och sedermera president Carters bostadsminister (1979–1981), medan hennes bror Mitch var Louisianas viceguvernör 2004–2010, och tidigare borgmästare i New Orleans. 
Hon var ledamot av Louisianas representanthus 1980–1988 och var därefter delstatens finansminister 1988–1996. År 1995 ställde hon upp som kandidat till guvernörsämbetet i Louisiana, men förlorade knappt.  
Landrieu, som är katolik, är gift med Frank Snellings sedan 1988 och har två barn.

## USA:s senat

### Val
År 1996 vann hon ett jämnt val till USA:s senat och därefter omval 2002. Landrieus namn cirkulerade som tänkbar vicepresidentkandidat till John Kerry 2004. 
Landrieu sökte omval 2014. Tidigare president Bill Clinton kampanjade för hennes räkning i Louisiana. Hon besegrades den 6 december 2014 av sin republikanska motståndare Bill Cassidy, med en marginal på 56 procent till 44 procent.

### Ämbetstid
Landrieu var en av de mer konservativa demokraterna i USA:s senat. Den amerikanska konservativa unionen rankade Landrieu som 40 procent konservativ år 2007, vilket var den högsta poängen för någon sittande demokrat och högre än poängen på två republikaner.
Hon spelade en ledande roll i återuppbyggnaden av sin hemstat efter orkanen Katrina och den efterföljande översvämningen i New Orleans i september 2005. 